# WAGS (chương trình truyền hình)
WAGS, còn được gọi là WAGS LA, là một bộ phim tài liệu truyền hình thực tế của Mỹ năm 2015-2017, chiếu trong ba mùa trên mạng truyền hình E!.   Chương trình thực tế ghi lại cả cuộc sống nghề nghiệp và cá nhân của một số WAGs ( từ viết tắt của vợ và bạn gái của các vận động viên thể thao ). 
Loạt phim có ba chương trình phụ, tất cả đều phát sóng trên mạng truyền hình E!: WAGS Miami (2016-2017), chạy trong hai mùa,   WAGS Atlanta (2018), chạy trong một mùa,   và Relatively Nat & Liv (2019), đóng vai chính Olivia Pierson và Natalie Halcro của WAGS LA, đã phát sóng trong một mùa.  

## Diễn viên
| Nhân vật chính (Tên của chồng/bạn trai)       | Mùa     | Mùa       | Mùa     |
| Nhân vật chính (Tên của chồng/bạn trai)       | 1       | 2         | 3       |
| Nhân vật chính (Tên của chồng/bạn trai)       | Current | Current   | Current |
| --------------------------------------------- | ------- | --------- | ------- |
| Autumn Ajirotutu (vợ của Seyi Ajirotutu)      | Chính   | Chính     | Chính   |
| Barbie Blank (vợ cũ của Sheldon Souray)       | Chính   | Chính     | Chính   |
| Natalie Halcro (bạn gái cũ Shaun Phillips)    | Chính   | Chính     | Chính   |
| Nicole Williams (vợ của Larry English)        | Chính   | Chính     | Chính   |
| Olivia Pierson (bạn gái của Marcedes Lewis)   | Chính   | Chính     | Chính   |
| Sasha Gates (vợ của Antonio Gates)            | Chính   | Chính     | Chính   |
| Michelle Beltran (vợ của Brian Quick)         |         | Khách mời | Chính   |
| Amber Nichole Miller (bạn gái của Tito Ortiz) |         |           | Chính   |
| Dominique Penn (vợ của Donald Penn)           |         |           | Chính   |
|                                               | Former  |           |         |
| Ashley North (vợ của Dashon Goldson)          | Chính   | Khách mời |         |
| Sophia Pierson                                |         | Chính     |         |
| Tia Shipman                                   |         | Chính     |         |

## Các tập

### Tổng quan về sê-ri
| Mùa | Mùa | Số tập | Số tập | Phát sóng gốc       | Phát sóng gốc        |
| Mùa | Mùa | Số tập | Số tập | Phát sóng lần đầu   | Phát sóng lần cuối   |
| --- | --- | ------ | ------ | ------------------- | -------------------- |
|     | 1   | 8      | 8      | 18 tháng 8 năm 2015 | 6 tháng 10 năm 2015  |
|     | 2   | 12     | 12     | 26 tháng 6 năm 2016 | 25 tháng 9 năm 2016  |
|     | 3   | 8      | 8      | 5 tháng 11 năm 2017 | 17 tháng 12 năm 2017 |

## Phát sóng
Chương trình dài tám tập được công chiếu lúc 10:00 PM ET tại Hoa Kỳ trên kênh truyền hình cáp E! và phát sóng hàng tuần bắt đầu từ ngày 18 tháng 8 năm 2015.  Bộ phim đã được phát sóng quốc tế, tại Úc và New Zealand, bộ phim đã được công chiếu trên phiên bản địa phương của E! vào ngày 20 tháng 8 năm 2015.  

## Các phần phụ
Vào tháng 5 năm 2016, có thông báo rằng WAGS sẽ lên sóng một phần spin-off, mang tên WAGS Miami . Loạt phim có vợ và bạn gái của các ngôi sao thể thao tập trung ở Miami.   Chương trình được khởi chiếu vào ngày 2 tháng 10 năm 2016.  Vào ngày 4 tháng 5 năm 2017, đã có thông báo rằng phần phụ thứ hai, WAGS Atlanta, đang được phát triển với James DuBose là nhà sản xuất điều hành của loạt phim.  

## Huỷ bỏ
Vào ngày 1 tháng 2 năm 2018, E! giám đốc điều hành thông báo rằng WAGS LA và WAGS Miami đã bị hủy bỏ vì rating giảm. 